# اوپن‌اسکایز
اوپن‌اسکایز (به انگلیسی: OpenSkies) یک شرکت هواپیمایی با کد یاتا EC است که در تاریخ ۲۰۰۸ میلادی تأسیس شده است. دفتر مرکزی اوپن‌اسکایز در پاریس، فرانسه واقع شده‌است و قطب این شرکت هواپیمایی در فرودگاه اورلی قرار دارد و به ۳ مقصد، پرواز انجام می‌دهد.